# Getriebeneiger

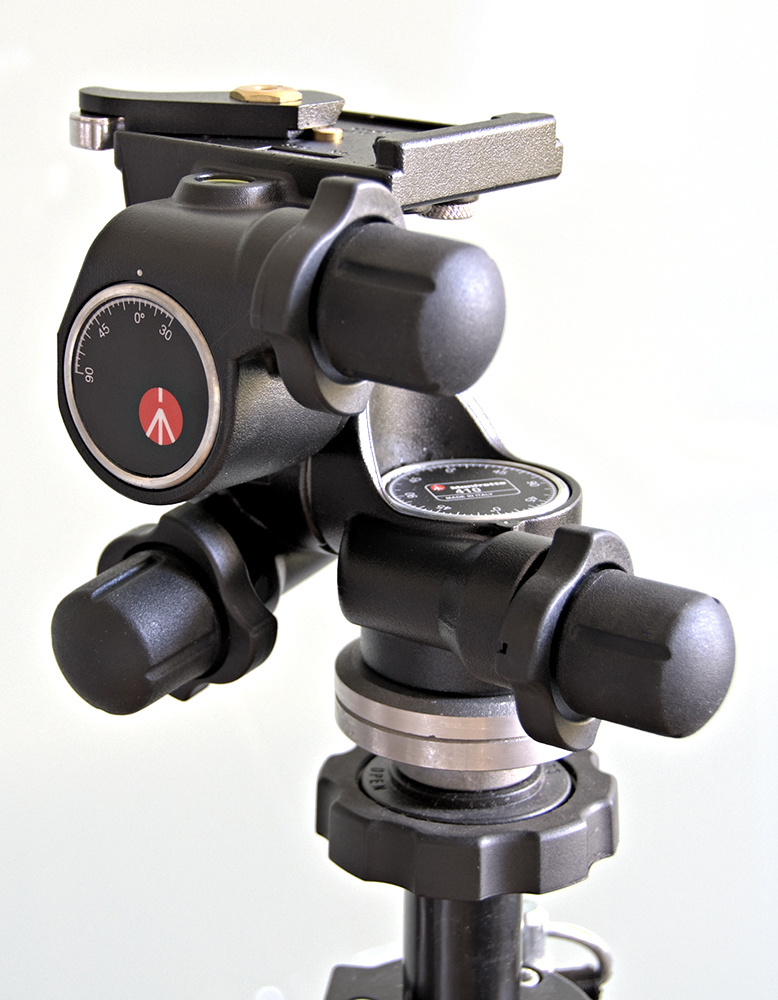
Getriebeneiger

Getriebeneiger sind Stativköpfe mit Zahntrieb zur Verstellung der drei Achsen. Vorteile gegenüber herkömmlichen Dreiwege-Stativköpfen sind, dass sie je Achse einfach, stabil und insbesondere präziser eingestellt werden können. Die Einstellung mit selbsthemmendem Zahntrieb schützt vor dem Abstürzen oder Absinken schwerer Kamerakonstruktionen. Die präzise Verstellbarkeit ist insbesondere zur exakten Ausrichtung von Fachkameras und zur Passgenauigkeit der einzelnen Aufnahmen bei der Panoramafotografie ein entscheidender Vorteil.
Hersteller von Getriebeneigern sind unter anderen Arca Swiss, Manfrotto und Linhof.

## Verwendung
Hauptsächlich werden Getriebeneiger in der Fotografie verwendet. Da die meisten Modelle recht kompakt gebaut sind, ist deren Traglast limitiert; ihr Vorteil ist dadurch allerdings ihr geringes Gewicht und eine bessere Handhabung durch die kompakten Ausmaße.
Für Videoaufnahmen, besonders für bewegte Videoaufnahmen, ist dieser Stativkopf nicht sonderlich geeignet. Der Zahntrieb ist nicht flüssig und gibt beim Verstellen oft ein lautes Klicken von sich, was Kameraschwenks nicht gleichmäßig ausführbar macht und Tonaufnahmen stört. Bei fest eingestellter Kameraperspektive steht der Benutzung eines solchen Stativkopfes allerdings nichts im Weg.